# Kriegspiel
Kriegspiel er en variant af skak hvor spillerne har hver sit bræt og kun kan se egne brikker. En dommer kan se begge spilleres brikker og oplyser hvis et træk er ulovligt.
Skakvarianten er opfundet i 1890'erne af Henry Michael Temple.

Kriegsspiel (sommetider stavet med kun et s) er navnet på en forløber for nutidens figurkrigsspil.
| Spil | Spire Denne artikel om spil eller lege er en spire som bør udbygges. Du er velkommen til at hjælpe Wikipedia ved at udvide den. |